# دون أول
دون أول (بالإنجليزية: Don Ohl)‏ مواليد 18 أبريل 1936 في مورفيسبورو، هو لاعب كرة سلة أمريكي. بدأ مسيرته الاحترافية في سنة 1959. اختير من قبل فريق غولدن ستايت ووريورز خلال الدرافت. بلغ طوله 6 قدم 3 بوصة (1.9 م). اعتزل اللعب في 1970. أحرز خلال مسيرته في الإن بي إيه 11549 نقطة بمعدل 15.9 نقطة في المباراة الواحدة.

## المسيرة الاحترافية
لعب مع ديترويت بيستونز من سنة 1960 إلى 1964، ثم لعب مع واشنطن ويزاردز من سنة 1964 إلى 1968، ثم لعب مع أتلانتا هوكس من سنة 1967 إلى 1970.

## روابط خارجية
- دون أول على موقع إن بي أي (الإنجليزية)
- دون أول على موقع سبورتس رفرنس (الإنجليزية)
- دون أول على موقع كلية كرة السلة في سبورتس رفرنس.كوم (الإنجليزية)
- دون أول على موقع ريلجم (الإنجليزية)
- دون أول على موقع بروبوليرز (الإنجليزية)